# Verșești, Bacău
Verșești este un sat în comuna Sănduleni din județul Bacău, Moldova, România.